# Бабичев, Владимир Иванович (политик)
Влади́мир Ива́нович Ба́бичев (род. 11 октября 1955, с. Колталово, Калининская область) — глава города Твери и председатель Тверской городской думы.

## Биография
Окончил среднюю школу. С 1973 по 1977 год обучался в Рязанском высшем воздушно-десантном командном училище. Училище окончил с отличием. Служил в Воздушно-десантных войсках. Окончил высшие курсы военной контрразведки. В 1983—1984 годах воевал в Афганистане в десантно-штурмовом батальоне.
В 1984 году вернулся в Калинин, работал в органах государственной безопасности. Окончил высшие курсы подготовки руководящего состава Комитета государственной безопасности со знанием иностранного языка. В 1994 году уволился из органов госбезопасности в должности заместителя начальника Тверского управления.
С 1994 по 1997 год работал административным директором Тверьуниверсалбанка. В 1997 году вернулся на государственную службу в Государственный таможенный комитет России. Работал в должности начальника Тверской таможни. Получил звание генерал-майора таможенной службы.
Возглавлял правление Общественного совета по поддержке Русской Православной Церкви в Тверской области. Руководит тверским отделением Федерации рукопашного боя работников правоохранительных органов России. Награждён государственными наградами и личным именным оружием.
В 2005 году на отчётно-выборной конференции Тверского регионального отделения партии «Единая Россия» избран секретарём регионального политсовета. С 2005 по 2008 год работал в должности заместителя председателя Законодательного собрания Тверской области, руководитель фракции «Единая Россия».
В 2008 году избран председателем Тверской городской думы. Глава города Тверь с 2009 года по 14 октября 2012 года.

## Семья
Женат на Людмиле Борисовне Гутиной (род. 6.12.1986) — дочери генерал-полковника таможенной службы Бориса Гутина и внучке Николая Рыжкова — бывшего Председателя Совета министров СССР. Трое детей.